# Сага о Хёрде и островитянах
«Сага о Хёрде и островитянах» (исл. Hardar saga ok Hólmverja), другие варианты названия — «Сага о Хёрде сыне Гримкеля» (Hardar saga Grimkelssonar) и «Сага о Хёрде сыне Гримкеля и Гейре» (Hardar saga Grimkelssonar ok Geirs) — одна из «саг об исландцах», относящаяся к циклу саг западной четверти.
Действие саги происходит в конце X века на западе Исландии. Главного героя, Хёрда сына Гримкеля, объявляют вне закона, но он собирает вокруг себя других осуждённых и начинает открытую борьбу с обществом, в которой погибает (примерно в 989 году).

## История текста
Исследователи полагают, что первый вариант саги был записан в начале XIII века на основании устной традиции. Существует предположение, что автором мог быть Стюрмир Мудрый. В начале XIV века текст был переработан с добавлением в него мотивов, типичных для «саг о древних временах» (обет, данный на пиру, схватка с жителем мгилы, охраняющим сокровище, и т. п.), отсылок к язычеству и ряда вис. Сохранился он на пергаменте, датируемом началом XV века, и на ряде бумажных списков с него. Существует также пергаментная рукопись конца XIV века с фрагментом более старой редакции саги.
В «Саге о Хёрде и островитянах» заметны параллели с «Сагой о Гисли». В обоих случаях главный герой скрывается вместе с женой, после его гибели за него пытается отомстить сестра.